# Scopula rufilinea
Scopula rufilinea là một loài bướm đêm trong họ Geometridae.